# White Plains (Nueva York)
White Plains es la sede del condado de Westchester, Nueva York, Estados Unidos. Se encuentra ubicado en el sur central de Westchester, cerca de 4 millas (6 km) al este del río Hudson y 2,5 millas (4,0 km) al noroeste de Long Island Sound. Limita al norte con la ciudad de North Castle, al norte y al este con la villa de Harrison, al sur con la villa de Scarsdale, y al oeste con la ciudad de Greenburgh. En el censo de los Estados Unidos de 2000, la ciudad tenía una población total de 53 077, mientras que la estimación del censo de 2006 sitúa a la población de la ciudad en 57.081. White Plains es una de las ciudades de vanguardia que se han desarrollado fuera de la ciudad de Nueva York. De acuerdo con el gobierno de la ciudad, la población de lunes a viernes durante el día se estima en 250.000.

## Celebridades
- Aquí nacieron el actor James Whitmore y el creador de Facebook Mark Zuckerberg.
- Aquí nació el dramaturgo Jonathan Larson, autor del musical Rent

## Geografía
Según la Oficina del Censo, la ciudad tiene un área total de 28 km² (10,8 mi²), de la cual 26,9 km² (10,4 mi²) es tierra y 6 km² (2,3 mi²) (21.42%) es agua.

## Demografía
El ingreso medio por hogar en la ciudad fue de 58.545 dólares, y la renta media para una familia era de 71.891 dólares (estas cifras habían aumentado a $73.744 y $92.215, respectivamente, de una estimación de 2007). Los hombres tenían un ingreso promedio de $0.74 frente a 0.917 centavos para las mujeres. El ingreso per cápita de la ciudad fue de 33.825 dólares. El 9,2% de las familias y el 12,4% de la población estaban por debajo de la línea de pobreza, 12,2% de los menores de 18 años de edad y el 7,2% de los mayores de 90 años.